# Акшийрак
Акшийрак (кирг. Ак шыйрак — білонога (про вівцю); у білій панчосі (про коня)) — гірський масив у Тянь-Шані, на території Киргизстану. Утворює вододіл між верхів'ями Нарина та річок басейну Сариджазу.
Масив складається з трьох східчастих паралельних хребтів субширотного простягання. Протяжність становить близько 50 км, максимальна висота - 5126 м. Складений метаморфічними сланцями, вапняками, гранітами. Панують високогірні - субнівальні та гляціально-нивальні ландшафти.
Акшийрак — важливий центр заледеніння в Тянь-Шані: загальна площа заледеніння становить 439 км², з 59 льодовиків найбільший - льодовик Петрова, що дає початок Нарину.

## Панорама

Панорама масиву